# Plot twist (TWS歌曲)
plot twist是韓國男子團體TWS的歌曲，收錄於首張迷你專輯《Sparkling Blue》。此歌曲作為該專輯的主打歌，在2024年1月22日由PLEDIS娛樂發行。歌詞如同歌名〈初次見面沒有按計劃進行〉，圍繞著初次見面的過程，以及其中所遇到的困難，並以青春且充滿活力的曲風來傳達。

## 背景與發行

### 2023年
- 7月24日，PLEDIS娛樂娛樂宣布TWS將在1月22日發行首張出道單曲迷你專輯《Sparkling Blue》。

### 2024年
- 1月17日及18日，釋出〈plot twist〉的M/V預告片。
- 1月22日，發行〈plot twist〉並公開其音樂錄影帶。
- 2月10日，〈plot twist〉被選為Music Japan TV《最新！Music Japan TV倒數計時》的片尾曲。

## 商業表現
〈plot twist〉於音源釋出後，在Melon日榜的排名在268位。1月29日進入Melon TOP100榜單。於2月17日上升至第2位，追平Wanna One出道曲〈Energetic〉的記錄，并列近十年Kpop男团出道曲Melon日榜排名第2高记录。亦是四代团体歌曲Melon日榜最高记录。2月12日，在Bugs音樂榜擊敗了IU的《Love Wins All》，獲得了1位。打破了IU的Perfect All Kill (PAK)紀錄，該紀錄維持了336個小時。2月14日，Melon TOP100上升到第2名，打破与RIIZE的〈Love 119〉并列纪录，创六代团体歌曲TOP100最高排名纪录。同時亦登上韩区Apple Music日榜第1位。
首週韓國Circle數字榜在105位，並於第3週進入前10位；在Circle綜合排行榜上，這首歌在下載榜空降第11名。
2月23日，在《音樂銀行》獲得第四個一位，超过ZB1成為六代团体获得最多音乐节目一位纪录。
2月24日，在Melon收听率突破100万次，以33天時間刷新六代组合最快达成成绩。
2月28日，空降本周Billboard Global 200全球榜第147名。打破六代男团在该榜最高排名纪录，也是六代男团第二首进入该榜的歌曲。
3月3日，在Genie独立收听率達58万次，超过RIIZE〈Get A Guitar〉57万次，成为六代团体Genie独立收听最高的歌曲。
3月6日，Apple Music發布2月韓國最受歡迎的20首歌曲，〈plot twist〉居於第一位。另外，在韓國的「每日SHORTS流行歌曲」排行榜上，該排行榜選擇了YouTube Shorts創作者最常使用的歌曲，這首歌曲連續11天（2月19日至29日）保持第一名，而且仍然位居榜首。
3月8日，在Melon不重复收听率突破140万次，追平RIIZE〈Love 119〉，并列六代团歌曲第2高；在Spotify收听率突破210万次，超过ZB1最高Spotify收听率，成为六代男团最高收听率第2名。
3月10日，在本周Circle數字榜及下載榜分別升至第2位及第3位，打破了自己的最高排名。並在Circle綜合排行榜上升至第5位。
3月11日，在Melon周榜排名升至第2位，打破了自己的最高排名。
3月14日，在Melon不重复收听率突破150万次，超过RIIZE〈Love 119〉，成为六代团歌曲第2高。並在Melon HOT100首次登上第一位。
3月15日，在Melon实时收听率突破30万次，成为Kpop五六代男团歌曲第1首达成及2024年第1首达成的Kpop男艺人歌曲。並在Melon点赞率達87,275次，超过RIIZE〈Love 119〉，成为六代团体Melon点赞最高的歌曲。
3月16日，在Melon HOT100曲线破表累积次数突破100次，成为自2023年6月HOT100上线改版后，第一首破表超过100次的韩团歌曲，也是自2023年6月之后，第四首破表超过100次的歌曲。
3月21日，在Genie收听率突破1000万次。另外，在Billboard Global 200在榜时间达成4周，追平BABYMONSTER〈batter up〉，并列六代团在榜时长第1位。在Spotify每月听众数突破200万，成为第3位达成该成绩的六代男团，其優異且明顯不合理的商業表現，受許多網友質疑涉及「買榜」與「灌水」行為。在Circle數位榜達到1億點，成為2024年第一個达成该成绩新人組合及第二個达成男子組合。
3月22日，在Melon最高收听率突破30万，成为2024年第三首达成歌曲及六代团体第一首达成歌曲。另外，在Spotify每月听众数突破210万，超过ZB1最高Spotify月收听到六代男团最高月收听第2名。
3月24日，在《人气歌谣》獲得第五個一位，继续刷新六代团体获得最多音乐节目一位纪录。
3月27日，在Billboard Global 200在榜時間達成5周，超过BABYMONSTER〈batter up〉，打破六代团体歌曲最长在榜纪录。
3月29日，在Melon点赞數突破10万点，成为六代团体第一首达成歌曲、2024年第一首达成的韩团歌曲及2024年第三首达成歌曲。
4月10日，在Melon独立收听率突破200万，成为六代团体第一且唯一达成歌曲、2024年第一首达成200万独立收听的团体歌曲及2024年第三首达成200万独立收听的歌曲。
4月18日，在Billboard Global 200在榜時間達成8周，超过BABYMONSTER〈batter up〉，继续刷新六代团体歌曲最长在榜纪录。
5月27日，在Melon年榜排名升至第1位，打破了自己的最高排名。成為第五六代团体中首位在Melon年榜排名第1位的团体。另外，在Melon週榜在榜時間達成15周，继续刷新五六代团体歌曲最长在榜纪录，亦是歷史前十名中排名第5位。
5月30日，在Circle數位榜年榜升至第1位，打破了自己的最高排名。
2025年7月25日，在YouTube官方音訊上點擊量突破1億，成為首支出道曲點擊量破億的韓國男團。
2025年8月18日，在Melon周榜前五十在榜突破80周，成为历史第二个韓國男團拥有歌曲达成此成就。並繼BTS的〈Spring Day〉和〈Dynamite〉，成为历史第三首男团歌曲Melon前五十名在榜突破80周以上。

## 音樂錄影帶
MV以学院风为主题。TWS将代表着青春的空间——学校作为背景，阐释了五彩斑斓的少年时期的闪耀时刻。
| Plot twist | Plot twist                    | Plot twist |
| 日期       | 版本                          | 備註       |
| ---------- | ----------------------------- | ---------- |
| 2024/01/22 | Official MV                   | [ 5 ]      |
| 2024/01/27 | Dance Practice（Moving Ver.） | [ 6 ]      |
| 2024/01/29 | Performance ver.              | [ 7 ]      |
| 2024/01/31 | Dance Practice（Fix ver.）    | [ 8 ]      |
| 2024/02/13 | Play with Us!（MV ver.）      | [ 9 ]      |

## 宣傳
在《Sparkling Blue》發行當日，TWS於2024年1月22日在Mnet舉辦了出道展示會《TWS DEBUT SHOW》，展示會上介紹了迷你專輯《Sparkling Blue》及主打歌曲plot twist。並隨後在多個音樂節目表演此主打歌曲。

### 相關影音
| 音樂節目現場  | 音樂節目現場              | 音樂節目現場 | 音樂節目現場 |
| 電視台        | 節目名稱                  | 日期         | 參考         |
| plot twist    | plot twist                | plot twist   | plot twist   |
| ------------- | ------------------------- | ------------ | ------------ |
| Mnet          | TWS DEBUT SHOW            | 2024/01/22   | [ 11 ]       |
| Mnet          | M Countdown               | 2024/01/25   | [ 12 ]       |
| Mnet          | M Countdown               | 2024/02/01   | [ 13 ]       |
| Mnet          | M Countdown               | 2024/02/08   | [ 14 ]       |
| M2            | Performance37             | 2024/01/24   | [ 15 ]       |
| MBC it’s Live | it’s Live                 | 2024/01/26   | [ 16 ]       |
| MBC M         | Show Champion             | 2024/02/07   | [ 17 ]       |
| MBC           | Show! 音樂中心            | 2024/02/17   | [ 18 ]       |
| SBS           | 人氣歌謠                  | 2024/01/28   | [ 19 ]       |
| SBS           | 人氣歌謠                  | 2024/02/04   | [ 20 ]       |
| SBS           | 人氣歌謠                  | 2024/02/18   | [ 21 ]       |
| SBS           | 人氣歌謠                  | 2024/02/25   | [ 22 ]       |
| SBS           | 人氣歌謠                  | 2024/06/09   | [ 23 ]       |
| SBS M         | THE SHOW                  | 2024/02/20   | [ 24 ]       |
| KBS2          | 音樂銀行                  | 2024/01/26   | [ 25 ]       |
| KBS2          | 音樂銀行                  | 2024/02/02   | [ 26 ]       |
| KBS2          | 音樂銀行                  | 2024/02/16   | [ 27 ]       |
| KBS2          | 音樂銀行                  | 2024/02/23   | [ 28 ]       |
| KBS2          | The Seasons: ZICO的藝術家 | 2024/06/28   | [ 29 ]       |
| NHK G         | Venue101                  | 2024/03/02   | [ 30 ]       |
| odg           | ODGE 广播班               | 2024/03/31   | [ 31 ]       |
| NTV           | with MUSIC                | 2024/04/27   | [ 32 ]       |
| NTV           | BUZZ RHYTHM 02            | 2024/05/03   | [ 33 ]       |

## 榜單成績

### 音源榜
| 音源榜                        | 最高名次 | 最高名次 | 最高名次 | 最高名次 | 最高名次 | 來源   |
| 音源榜                        | 實時榜   | TOP100   | 日榜     | 週榜     | 月榜     | 來源   |
| ----------------------------- | -------- | -------- | -------- | -------- | -------- | ------ |
| iChart                        | 2        |          |          | 2        |          | [ 34 ] |
| Melon                         | 2        | 2        | 2        | 2        | 2        | [ 34 ] |
| Genie                         | 1        |          | 2        | 2        | 2        | [ 34 ] |
| Bugs                          | 1        | 1        | 1        |          |          | [ 34 ] |
| Flo                           | 2        |          |          |          |          | [ 34 ] |
| VIBE                          |          |          | 2        |          |          | [ 34 ] |
| YouTube                       |          | 2        |          | 3        |          | [ 34 ] |
| - 「 」：該段時期未設立排行榜 |          |          |          |          |          |        |

### 國際排行榜
| 排行榜（2024年）                  | 最高 排名 |
| --------------------------------- | --------- |
| 韓國（Circle數字榜）              | 3         |
| 韓國（告示牌榜單）                | 3         |
| 全球（Billboard Global 200）      | 123       |
| 全球（Billboard Global Excl. US） | 62        |

| 排行榜（2024年）           | 最高 排名 |
| -------------------------- | --------- |
| 韓國（Global K-pop Chart） | 10        |
| 韓國（Circle數字榜）       | 3         |
| 韓國（串流媒體榜）         | 3         |
| 韓國（下載榜）             | 5         |
| 韓國（V Coloring Chart）   | 5         |

## 獎項與提名
| 節目名稱      | 日期          | 參考   |
| ------------- | ------------- | ------ |
| Show Champion | 2024年2月14日 | [ 35 ] |
| THE SHOW      | 2024年2月20日 | [ 36 ] |
| Show Champion | 2024年2月21日 | [ 37 ] |
| 音樂銀行      | 2024年2月23日 | [ 38 ] |
| 人氣歌謠      | 2024年3月24日 | [ 39 ] |

| 年份 | 出版商    | 榮譽                     | 位置   | 參考 |
| ---- | --------- | ------------------------ | ------ | ---- |
| 2024 | Billboard | 2024年最佳Kpop歌曲 TOP20 | 第三位 |      |